# Live at the Ambassadors
Live at the Ambassadors är Eddie Izzards första stora show, inspelad på the Ambassador's Theatre i Londons West End 1993. Egentligen skulle den ha gått i 4 veckor men den var så populär att det förlängdes till 12 veckor. Denna föreställning innebar Eddies genombrott som komiker och vann fler priser. Finns endast på video. Han täcker in ämnen som drottning Elizabeth II, Halloween och lard (fett).

"And he shouldn't be called Prince Phillip, should he? No... You know there's this thing, which is old and crap, and I hate it, which is that women take men's names, and I hate that, like Mrs. Peter Smith; the woman has totally disappeared into this bloke, and I hate that. So if you're going to do that, then he shouldn't be Prince Phillip, he should be King Elisabeth, shouldn't he?"